# Gerd Mayen
Gerd Mayen (* 3. Februar 1929 in Melle; † 8. November 2009) war ein deutscher Schauspieler und Hörspiel-Sprecher.

## Leben
Er arbeitete fast 36 Jahre an den Wuppertaler Bühnen, hatte zahlreiche Hauptrollen und war einer der Publikumslieblinge. So war er dort in der Spielzeit 1966/1967 in Mutter Courage und ihre Kinder von Bertolt Brecht und 1968/1969 in Arthur Aronymus von Hans Bauer als Partner von Rosel Zech zu sehen. 1970 spielte er in Wuppertal unter der Regie von Hans Neuenfels in der deutschsprachigen Erstaufführung des Stücks Der Stern wird rot des irischen Dramatikers Sean O’Casey. 1978 gastierte er mit dem Ensemble der Wuppertaler Bühnen in der Rolle des Ernst Werdenfels in dem Theaterstück Agnes Bernauer von Franz Xaver Kroetz bei den Mülheimer Theatertagen. 1991 spielte Mayen gemeinsam mit Rena Liebenow am Schauspielhaus Wuppertal den deutschen Intellektuellen und Literaturkritiker Werner Hermann in dem Stück Else in Jerusalem (Exile in Jerusalem) von Motti Lerner.
In den 1960er Jahren war Mayen im deutschen Fernsehen in Literaturverfilmungen, in Theateraufzeichnungen oder in Fernsehbearbeitungen von Theaterstücken zu sehen. So übernahm er unter anderem 1960 die Rolle des Erzählers in dem Theaterstück Unter dem Milchwald von Dylan Thomas. 1968 spielte er unter der Regie von Wilhelm Dieterle den Theseus in der Komödie Ein Sommernachtstraum von William Shakespeare in einer Aufzeichnung von den Bad Hersfelder Festspielen.
1967 war er in der Fernsehserie Am Tresen zu sehen, einem Stegreifspiel in einer Dortmunder Vorstadtkneipe, in dem der Wirt und seine Tochter mit den Stammgästen über aktuelle und manchmal auch familiäre Themen sprechen.
Gerd Mayen war für den Westdeutschen Rundfunk mehrfach auch als Sprecher bei Hörspielen tätig, oft in Kriminalhörspielen. 1967 wirkte er in dem Hörspiel Einreisegenehmigung oder Ein Deutscher fährt nach Deutschland von Horst Mönnich mit. 1969 sprach er den Milton Ashley in der Hörspielserie Ich, der Roboter nach den Kurzgeschichten von Isaac Asimov. 1974 wirkte er in dem Hörspiel Testflug nach einer Kurzgeschichte von Stanisław Lem mit. 1990 gehörte er zur Besetzung des Kriminalhörspiels Der weiße Lotus von Rodney David Wingfield. Er sprach für IGEL RECORDS den Zauberer in Matti, Momme und die Zauberbohnen von Paul Maar. Noch 2007 übernahm er den Attila in Das Dschungelbuch in einer Produktion des Westdeutschen Rundfunks.
Er engagierte sich auch als Gewerkschafter und kämpfte für den Erhalt des Wuppertaler Schauspielhauses. Im Keller seiner Wohnung befindet sich ein bedeutendes Archiv seiner Theaterkarriere.

## Filmografie
- 1960: Unter dem Milchwald (Aufzeichnung einer Übertragung aus dem Theater Augsburg)
- 1962: Leben des Galilei
- 1963: Stalingrad
- 1966: Hafenpolizei – Der Steward
- 1968: Zeit der halben Herzen
- 1968: Ein Sommernachtstraum
- 1971: Chronik der laufenden Ereignisse
- 1993: Shiva und die Galgenblume. Der letzte Film des dritten Reiches (unvollendeter Film von 1945)